# Ezekiel Candler Gathings

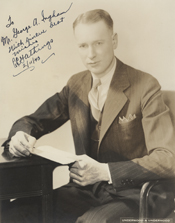
Ezekiel Candler Gathings, 1943

Ezekiel Candler Gathings (* 10. November 1903 in Prairie, Monroe County, Mississippi; † 2. Mai 1979 in West Memphis, Arkansas) war ein US-amerikanischer Politiker und vertrat den Bundesstaat Arkansas 30 Jahre lang im US-Repräsentantenhaus.

## Werdegang
Gathings wurde in Prairie (Mississippi) geboren, wo er auch die öffentliche Schule besuchte. Später ging er auf die University of Alabama in Tuscaloosa. Er graduierte 1929 an der Rechtsabteilung der University of Arkansas in Fayetteville. Seine Zulassung als Anwalt bekam er im selben Jahr und eröffnete eine Praxis in Helena. Danach zog er 1932 nach West Memphis und betrieb dort eine Praxis.
Gathings saß zwischen 1935 und 1939 im Senat von Arkansas und wurde als Demokrat in den 76. sowie die 14 nachfolgenden Kongresse gewählt. Er übte dort seine Tätigkeit als Abgeordneter zwischen dem 3. Januar 1939 und dem 3. Januar 1969 aus. Im Frühjahr 1956 unterschrieb Gathings mit 95 weiteren prominenten Politikern das Southern Manifesto, ein Protestschreiben gegen die Rassenintegration an den öffentlichen Einrichtungen in den Vereinigten Staaten. Nach seinem langen Dienst im Kongress entschloss er sich, 1968 nicht mehr für den 91. Kongress zu kandidieren. Er kehrte zu seiner Tätigkeit als Anwalt zurück. Später war er auch im Stab der Hafenbehörde von West Memphis tätig.
Ezekiel Candler Gathings lebte bis zu seinem Tod am 2. Mai 1979 in West Memphis. Er wurde auf dem Crittenden Memorial Park in Marion beigesetzt.